# 法华塔
法华塔，又名金沙塔，位于上海市嘉定区嘉定镇街道州桥（登龙桥）南堍，是一座砖木结构的七层方塔。该塔始建于南宋开禧年间，是当地人修建的一座文笔塔。该塔于明代塌毁后重建，此后曾多次修复。1924年的一次修复中，该塔的塔檐等构件被拆毁，代之以钢筋水泥构件。此后该塔年久失修，经20世纪90年代的多次修复后得以复原。2002年，法华塔被列为上海市文物保护单位。

## 历史
法华塔始建于南宋开禧年间（1205-1207），是当地人士为求本地考生中举做官而募资修建的，故为当地的一座文笔塔。当时嘉定尚未设县，称练祁市。后县城建设以此塔为中心，县城内的东南西北四条大街，以及练祁河与横沥河均在塔下交汇。塔在刚建成时周围没有寺院，之后修建了专门的塔院，并请来僧人加以管理。元至大元年（1308）时，僧人道坚募资重修该塔。明朝时该塔严重塌毁，至万历年间时仅存底层。万历三十六年（1608）由知县陈一元主持重建。此后清朝康熙、雍正、乾隆、嘉庆年间均有重修。光绪二十二年（1896年）时，为防止法华塔发生火灾，塔院内新设了救火会。:131
1919年，法华塔曾得以修葺。1924年，当地启良学校校长、城市总董戴思恭等人募资修塔，但在这次维修中法华塔的腰檐、平座、栏杆、回廊被全部拆除，代之以钢筋水泥构件；塔内的台阶原为镶嵌在内壁中的石台阶，在这次维修中也被改为木质台阶，并在塔顶安装了一座报时、报警用的钟。1945年，钱孝慈出资再次修缮法华塔。中华人民共和国成立后，该塔一度年久失修，钢筋水泥构件由于风化而开裂，塔身向东南方向严重倾斜。1960年，法华塔被列为嘉定县文物保护单位，1980年，法华塔被重新公布为嘉定县文物保护单位。1992年，法华塔被重新公布为嘉定区文物保护单位。1990年，上海市文物管理委员会联合嘉定县政府拨款维修法华塔，将周围的居民和商店全部动迁。1995年，法华塔倾斜的塔身得以基本复原。1996年初，考古人员在底层的塔心室下方发现了明代和元代的两个地宫。1996年12月，塔的外观得以恢复。2002年4月，法华塔被列为上海市文物保护单位。:21-24:132-134

## 结构
法华塔位于上海市嘉定区嘉定镇街道州桥（登龙桥）南堍，为砖木结构的楼阁式方塔，共分七级，高40.83米，塔底部为基座，底层四面辟门，周围修有回廊。第二层及以上各层均修建有腰檐、平座和栏杆，每层塔身四面均开龛，并修建有可供上下进出的门洞，门洞内修有木梯。塔顶建有铁制塔刹，共分为露盘、宝瓶、铁环等部分。塔刹顶部有链接到顶层塔檐四角的浪风索。塔内中心有粗大的塔刹柱。塔底层镶嵌有一块由娄坚题写的“法华塔”匾额，底层的西侧塔壁内镶嵌有康熙三十九年（1700年）《重修法华塔记》、《重修法华塔捐助督碑记》碑刻各一方，底层的塔心室下方有元代的和明代的两个塔心室，其中元代的塔心室位于明代塔心室的正下方，二者之间用砌砖和石盖板隔开。:21-24:130

## 出土文物
在1996年的考古发掘中，考古人员从明代的塔心室内出土了万历通宝、嘉靖通宝、隆庆通宝等25枚钱币，一个八卦铜镜，一片圆锡片，以及一张黄裱纸。下方的元代地宫中出土了以及三个长方形石函。三个石函中一个为双狮滚绣球图案，一个为双凤穿牡丹图案，一个为二龙戏珠图案。此外元代地宫中还出土了一件石造像，一尊石菩萨像，一尊铜佛坐像，一尊铜熏炉，两件铜双鼻壶，一件铜发饰，一件鎏金银盒，一件铁塔构件（残），一件铁莲瓣座，四件铁装饰品（残），一件装有若干粒舍利的瓷舍利盒，一尊玉弥勒佛，一尊玉居士像，一尊玉舞者，一件玉母子猴，以及一百多公斤钱币等文物。

## 图集
- 自西北侧州桥看法华塔
- 西侧正面二层及以上
- 二层转角处檐部
- 底层围廊柱头科斗栱
- 底层围廊平身科斗栱
- 底层围廊角科斗栱
- 底层围廊内侧，示柱头科和平身科斗栱的不同构造
- 塔身底层匾额，上题“万历戊申冬知嘉定县晋安陈一元重建，伊蒲戒弟子娄坚书。”
- 塔身底层砖砌叠涩藻井